# Osiny Górne
Osiny Górne (prononciation : [ɔˈɕinɨ ˈɡurnɛ]) est un village polonais de la gmina de Mokobody dans le powiat de Siedlce de la voïvodie de Mazovie dans le centre-est de la Pologne.
Il se situe à environ 13 kilomètres au nord-ouest de Siedlce (siège du powiat) et à 81 kilomètres à l'est de Varsovie (capitale de la Pologne).
Le village comptait approximativement une population de 129 habitants en 2010.

## Histoire
De 1975 à 1998, le village appartenait administrativement à la voïvodie de Siedlce.

Depuis 1999, il appartient administrativement à la voïvodie de Mazovie